# Ledeč nad Sázavou
Ledeč nad Sázavou (tjekkiskk udtale: [ˈlɛdɛtʃ ˈnat saːzavou]; indtil 1921 Ledeč) er en by i distriktet Havlíčkův Brod i regionen Vysočina i Tjekkiet med omkring 4.900 indbyggere. Den historiske bymidte er velbevaret og er beskyttet ved lov som en urban monumentzone.
Landsbyerne Habrek, Horní Ledeč, Obrvaň og Souboř er administrative dele af Ledeč nad Sázavou.

## Geografi
Ledeč nad Sázavou ligger omkring 23 km nordvest for Havlíčkův Brod og 39 km nordvest for Jihlava. Den sydlige del af kommunens område med selve byen ligger i Křemešník højlandet, den nordlige del strækker sig ind i de øvre Sázava-bakker. Floden Sázava løber gennem byen.

## Historie
Den første skriftlige omtale af Ledeč stammer fra det 12. århundrede, hvor den blev skrevet om "en adelig af Ledeč". I første halvdel af det 16. århundrede, under ledelsen af Ledecký af Říčany adelige familie, blev Ledeč forfremmet til en by.
I begyndelsen af 1800-tallet blev jernbanen bygget, hvilket hjalp med den økonomiske og kulturelle udvikling af området.
Indtil 1918 var byen en del af Østrig-Ungarn, i distriktet af samme navn, i Bøhmen. I 1921 blev Ledeč omdøbt til Ledeč nad Sázavou.

## Seværdigheder
Den vigtigste seværdighed er Ledeč nad Sázavou Slot. Slottet blev bygget i den tidlige gotiske stil i første halvdel af det 13. århundrede og blev senere genopbygget i renæssance- og barokstil. Det har en unik sgraffito-dekoration af loftet i renæssancehallen. Slottet rummer nu et museum og et galleri. Den har et 32 meter højt tårn, der er åbent for offentligheden.